# 李情
李情（1460年—1513年），字宗善，河南靈寶縣人，軍籍，明朝政治人物，官至江西按察使司副使，為叛亂匪徒胡念二所殺。

## 生平
河南鄉試第五十六名。弘治六年（1493年）癸丑科會試第二百四十八名，登第三甲第六十三名進士。授監察御史，彈劾不避權貴，擢湖廣按察僉事，改山西。忤逆權閹劉瑾，謫驛丞。劉瑾伏誅，復官僉事，陞江西按察使司副使，整饬饶州万年等处兵备。正德八年（1513年），招安匪徒胡念二反叛，李情遇難。亂平，朝廷追贈江西按察使。

## 家族
曾祖李珪；祖父李馥；父李時，監生。母邵氏；繼母張氏。具庆下。兄李性。弟李㥠、悈、慥、惇、恪。